# Герман, Якоб (спортсмен)
Я́коб Ге́рман (нем. Jacob Herrmann; XIX век — неизвестно) — германский регбист, серебряный призёр летних Олимпийских игр 1900.
На Играх Герман входил в сборную Германию, которая в единственном матче проиграла Франции со счётом 21:17, получив серебряные медали.